# Estação Ferroviária de Águas de Moura
A Estação Ferroviária de Águas de Moura é uma gare encerrada da Linha do Sul, que servia a aldeia de Águas de Moura, no município de Palmela, em Portugal.

## Descrição

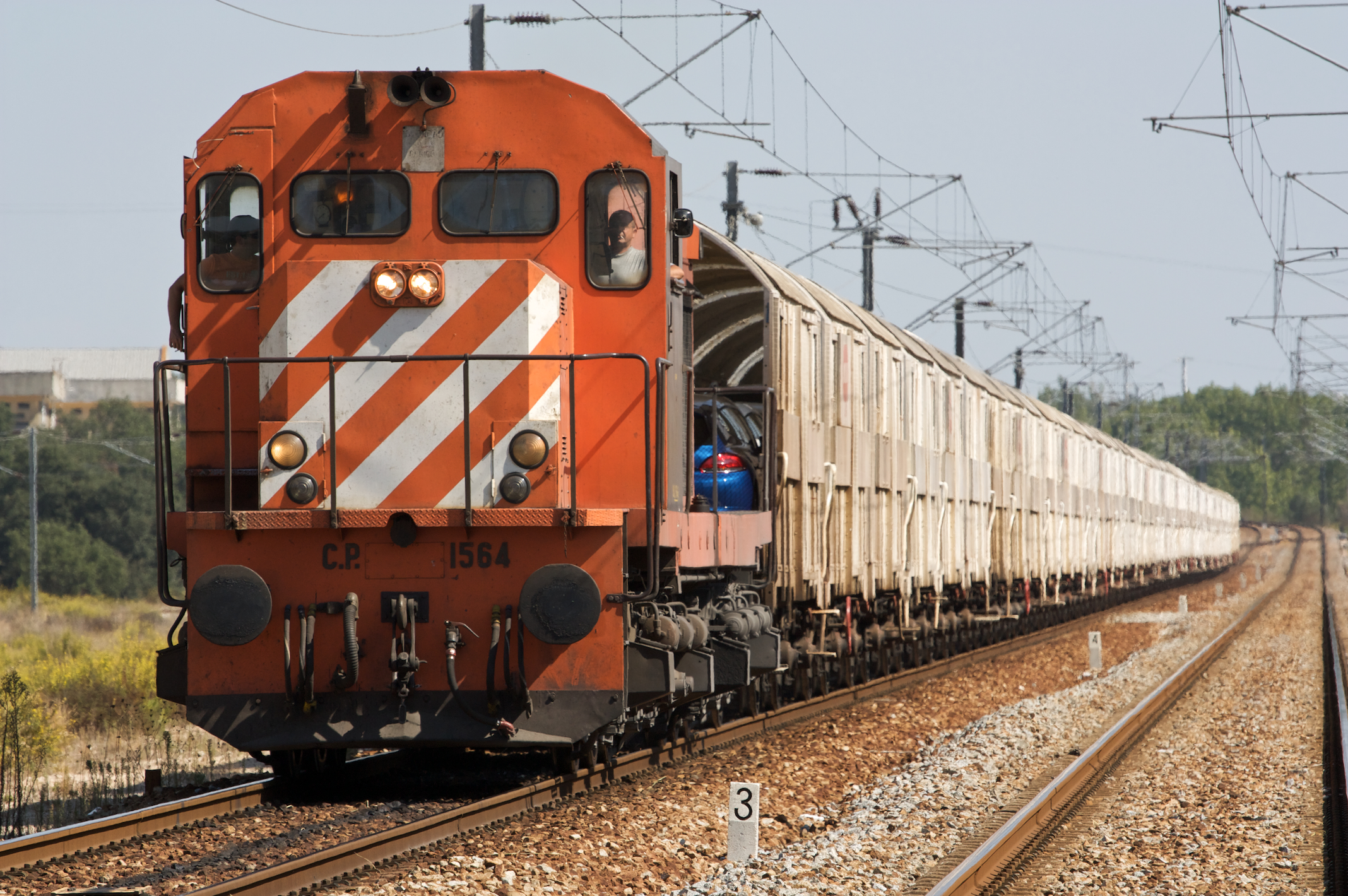
Comboio de mercadorias a passar pela estação de Águas de Moura, em 2009

### Vias e plataformas
Em Janeiro de 2011, contava com três vias de circulação, que apresentavam 583, 575 e 731 m de comprimento, e que não tinham quaisquer plataformas.

## História
Esta interface situa-se no lanço da Linha do Sul entre Setúbal e Alcácer do Sal, que abriu à exploração no dia 25 de Maio de 1920.